# حركة جامدة
في علم الهندسة الوصفية، الحركة الجامدة لجسم، هي الحركة التي لا تسبب أي تشوهات للجسم. مثلاً الحركات الدورانيه والانزلاق هي حركات جامدة. مثال أخر، هو فتح وإغلاق مصراع باب أو نافذة.
من وجهة نظر رياضية، توصف الحركات الجامدة من خلال دالات تُسمى متساوي القياس (isometries).
تشير الحركة الجامدة إلى إمكانية «نقل» الشكل بحيث تظل جميع القياسات الخطية والزاوية دون تغيير. في المصطلحات الحديثة، إنه مرادف لـ مصطلح التقايس المباشر (Isometry). تشتمل الحركات الجامدة المستوية والفراغية على الانزلاق والدوران. وتجدر الإشارة إلى أن الحركة الجامدة التي استخدمها إقليدس نفسه، لا تستنفد جميع عمليات التقايس. التي تشمل أيضًا على التقايس العكسي، مثل التماثل، الذي يفهم على أنه حركة دورانية جامدة في الفضاء ثلاثي الأبعاد. على سبيل المثال، عند قطع سطح دوراني بمستوى يمر بمحور الدوران نحصل على شكلين متماثلين.

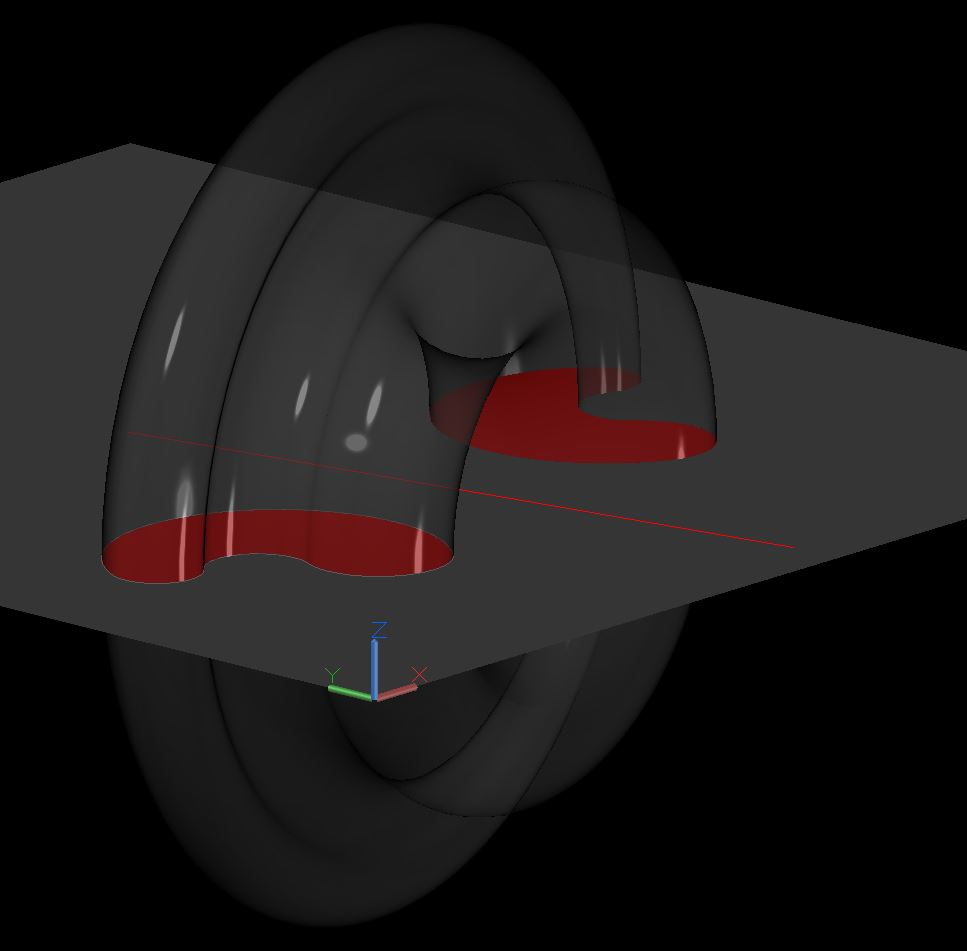
الانعكاس كعلمية دورانية في الفراغ